# Сатурн (премия, 2010)
36-я церемония награждения премии «Сатурн» за заслуги в области фантастики, фэнтези и фильмов ужасов за 2009 год состоялась 24 июня 2010 года в городе Бербанк (Калифорния).

## Игровое кино

### Фотогалерея

#### Лучший режиссёр
| Лауреат                   | Номинанты |
| ------------------------- | --- |
| - Джеймс Кэмерон «Аватар» | - Дж. Дж. Абрамс «Звёздный путь» - Кэтрин Бигелоу «Повелитель бури» - Нил Бломкамп «Район № 9» - Гай Ричи «Шерлок Холмс» - Квентин Тарантино «Бесславные ублюдки» - Зак Снайдер «Хранители» |

#### Лучший киноактёр
| Лауреат                   | Номинанты |
| ------------------------- | --- |
| - Сэм Уортингтон «Аватар» | - Роберт Дауни-младший «Шерлок Холмс» - Дензел Вашингтон «Книга Илая» - Тоби Магуайр «Братья» - Вигго Мортенсен «Дорога» - Сэм Рокуэлл «Луна 2112» |

#### Лучшая киноактриса
| Лауреат                | Номинанты |
| ---------------------- | --- |
| - Зои Салдана «Аватар» | - Мелани Лоран «Бесславные ублюдки» - Натали Портман «Братья» - Шарлиз Терон «Пылающая равнина» - Кэтрин Кинер «Там, где живут чудовища» - Элисон Ломан «Затащи меня в Ад» |

#### Лучший киноактёр второго плана
| Лауреат                | Номинанты |
| ---------------------- | --- |
| - Стивен Лэнг «Аватар» | - Вуди Харрельсон «Добро пожаловать в Зомбилэнд» - Фрэнк Ланджелла «Посылка» - Джуд Лоу «Шерлок Холмс» - Стэнли Туччи «Милые кости» - Кристоф Вальц «Бесславные ублюдки» |

#### Лучшая киноактриса второго плана
| Лауреат                  | Номинанты |
| ------------------------ | --- |
| - Сигурни Уивер «Аватар» | - Малин Акерман «Хранители» - Диана Крюгер «Бесславные ублюдки» - Рэйчел Макадамс «Шерлок Холмс» - Сьюзан Сарандон «Милые кости» - Лорна Рэвер «Затащи меня в Ад» |

#### Лучший молодой киноактёр или киноактриса
| Лауреат                     | Номинанты |
| --------------------------- | --- |
| - Сирша Ронан «Милые кости» | - Тэйлор Лотнер «Сумерки. Сага. Новолуние» - Бэйли Мэдисон «Братья» - Макс Рекордс «Там, где живут чудовища» - Коди Смит-Макфи «Дорога» - Бруклин Пру «Жена путешественника во времени» |

### Список номинантов
Здесь приведён полный список номинантов.
Число наград / общее число номинаций
- 10/10: «Аватар»
- 2/7: «Хранители»
- 1/7: «Бесславные ублюдки»
- 1/6: «Звёздный путь»
- 1/6: «Район № 9»
- 0/8: «Шерлок Холмс»

 Победители выделены отдельным цветом. 
| Категории                                        | Лауреаты и номинанты                                    |
| ------------------------------------------------ | ------------------------------------------------------- |
| Лучший научно-фантастический фильм               | • «Аватар»                                              |
| Лучший научно-фантастический фильм               | • «Книга Илая»                                          |
| Лучший научно-фантастический фильм               | • «Знамение»                                            |
| Лучший научно-фантастический фильм               | • «Луна 2112»                                           |
| Лучший научно-фантастический фильм               | • «Звёздный путь»                                       |
| Лучший научно-фантастический фильм               | • «Трансформеры: Месть падших»                          |
| Лучший научно-фантастический фильм               | • «Люди Икс: Начало. Росомаха»                          |
| Лучший фильм-фэнтези                             | • «Хранители»                                           |
| Лучший фильм-фэнтези                             | • «Гарри Поттер и Принц-полукровка»                     |
| Лучший фильм-фэнтези                             | • «Милые кости»                                         |
| Лучший фильм-фэнтези                             | • «Жена путешественника во времени»                     |
| Лучший фильм-фэнтези                             | • «Там, где живут чудовища»                             |
| Лучший фильм ужасов                              | • «Затащи меня в Ад»                                    |
| Лучший фильм ужасов                              | • «Посылка»                                             |
| Лучший фильм ужасов                              | • «Замёрзшие»                                           |
| Лучший фильм ужасов                              | • «Последний дом слева»                                 |
| Лучший фильм ужасов                              | • «Сумерки. Сага. Новолуние»                            |
| Лучший фильм ужасов                              | • «Добро пожаловать в Зомбилэнд»                        |
| Лучший приключенческий фильм, боевик или триллер | • «Бесславные ублюдки»                                  |
| Лучший приключенческий фильм, боевик или триллер | • «2012»                                                |
| Лучший приключенческий фильм, боевик или триллер | • «Братья»                                              |
| Лучший приключенческий фильм, боевик или триллер | • «Повелитель бури»                                     |
| Лучший приключенческий фильм, боевик или триллер | • «Законопослушный гражданин»                           |
| Лучший приключенческий фильм, боевик или триллер | • «Посланник»                                           |
| Лучший приключенческий фильм, боевик или триллер | • «Шерлок Холмс»                                        |
| Лучший полнометражный мультфильм                 | • «Монстры против пришельцев»                           |
| Лучший полнометражный мультфильм                 | • «Рождественская история»                              |
| Лучший полнометражный мультфильм                 | • «Бесподобный мистер Фокс»                             |
| Лучший полнометражный мультфильм                 | • «Ледниковый период 3: Эра динозавров»                 |
| Лучший полнометражный мультфильм                 | • «Принцесса и лягушка»                                 |
| Лучший полнометражный мультфильм                 | • «Вверх»                                               |
| Лучший фильм на иностранном языке                | • «Район № 9»                                           |
| Лучший фильм на иностранном языке                | • «Воображариум доктора Парнаса»                        |
| Лучший фильм на иностранном языке                | • «Молчание Лорны»                                      |
| Лучший фильм на иностранном языке                | • «Битва у Красной скалы»                               |
| Лучший фильм на иностранном языке                | • «Заложница»                                           |
| Лучший фильм на иностранном языке                | • «Жажда»                                               |
| Лучший режиссёр                                  | • Джеймс Кэмерон — «Аватар»                             |
| Лучший режиссёр                                  | • Дж. Дж. Абрамс — «Звёздный путь»                      |
| Лучший режиссёр                                  | • Кэтрин Бигелоу — «Повелитель бури»                    |
| Лучший режиссёр                                  | • Нил Бломкамп — «Район № 9»                            |
| Лучший режиссёр                                  | • Гай Ричи — «Шерлок Холмс»                             |
| Лучший режиссёр                                  | • Зак Снайдер — «Хранители»                             |
| Лучший режиссёр                                  | • Квентин Тарантино — «Бесславные ублюдки»              |
| Лучший киноактёр                                 | • Сэм Уортингтон — «Аватар»                             |
| Лучший киноактёр                                 | • Роберт Дауни-младший — «Шерлок Холмс»                 |
| Лучший киноактёр                                 | • Тоби Магуайр — «Братья»                               |
| Лучший киноактёр                                 | • Вигго Мортенсен — «Дорога»                            |
| Лучший киноактёр                                 | • Сэм Рокуэлл — «Луна 2112»                             |
| Лучший киноактёр                                 | • Дензел Вашингтон — «Книга Илая»                       |
| Лучшая киноактриса                               | • Зои Салдана — «Аватар»                                |
| Лучшая киноактриса                               | • Кэтрин Кинер — «Там, где живут чудовища»              |
| Лучшая киноактриса                               | • Мелани Лоран — «Бесславные ублюдки»                   |
| Лучшая киноактриса                               | • Элисон Ломан — «Затащи меня в Ад»                     |
| Лучшая киноактриса                               | • Натали Портман — «Братья»                             |
| Лучшая киноактриса                               | • Шарлиз Терон — «Пылающая равнина»                     |
| Лучший киноактёр второго плана                   | • Стивен Лэнг — «Аватар»                                |
| Лучший киноактёр второго плана                   | • Вуди Харрельсон — «Добро пожаловать в Зомбилэнд»      |
| Лучший киноактёр второго плана                   | • Фрэнк Ланджелла — «Посылка»                           |
| Лучший киноактёр второго плана                   | • Джуд Лоу — «Шерлок Холмс»                             |
| Лучший киноактёр второго плана                   | • Стэнли Туччи — «Милые кости»                          |
| Лучший киноактёр второго плана                   | • Кристоф Вальц — «Бесславные ублюдки»                  |
| Лучшая киноактриса второго плана                 | • Сигурни Уивер — «Аватар»                              |
| Лучшая киноактриса второго плана                 | • Малин Акерман — «Хранители»                           |
| Лучшая киноактриса второго плана                 | • Диана Крюгер — «Бесславные ублюдки»                   |
| Лучшая киноактриса второго плана                 | • Рэйчел Макадамс — «Шерлок Холмс»                      |
| Лучшая киноактриса второго плана                 | • Лорна Рэвер — «Затащи меня в Ад»                      |
| Лучшая киноактриса второго плана                 | • Сьюзан Сарандон — «Милые кости»                       |
| Лучший молодой киноактёр или киноактриса         | • Сирша Ронан — «Милые кости»                           |
| Лучший молодой киноактёр или киноактриса         | • Тэйлор Лотнер — «Сумерки. Сага. Новолуние»            |
| Лучший молодой киноактёр или киноактриса         | • Бэйли Мэдисон — «Братья»                              |
| Лучший молодой киноактёр или киноактриса         | • Бруклин Прулс — «Жена путешественника во времени»     |
| Лучший молодой киноактёр или киноактриса         | • Макс Рекордс — «Там, где живут чудовища»              |
| Лучший молодой киноактёр или киноактриса         | • Коди Смит-Макфи — «Дорога»                            |
| Лучший сценарий                                  | • «Аватар» — Джеймс Кэмерон                             |
| Лучший сценарий                                  | • «Район № 9» — Нил Бломкамп и Терри Татчелл            |
| Лучший сценарий                                  | • «Там, где живут чудовища» — Спайк Джонз и Дэйв Эггерс |
| Лучший сценарий                                  | • «Звёздный путь» — Алекс Куртцман и Роберто Орси       |
| Лучший сценарий                                  | • «Бесславные ублюдки» — Квентин Тарантино              |
| Лучший сценарий                                  | • «Хранители» — Алекс Тсе и Дэвид Хейтер                |
| Лучшая музыка                                    | • «Аватар» — Джеймс Хорнер                              |
| Лучшая музыка                                    | • «Милые кости» — Брайан Ино                            |
| Лучшая музыка                                    | • «Вверх» — Майкл Джаккино                              |
| Лучшая музыка                                    | • «Битва у Красной скалы» — Ивасиро Таро                |
| Лучшая музыка                                    | • «Затащи меня в Ад» — Кристофер Янг                    |
| Лучшая музыка                                    | • «Шерлок Холмс» — Ханс Циммер                          |
| Лучшие костюмы                                   | • «Хранители»                                           |
| Лучшие костюмы                                   | • «Девять»                                              |
| Лучшие костюмы                                   | • «Шерлок Холмс»                                        |
| Лучшие костюмы                                   | • «Бесславные ублюдки»                                  |
| Лучшие костюмы                                   | • «Гарри Поттер и Принц-полукровка»                     |
| Лучшие костюмы                                   | • «Битва у Красной скалы»                               |
| Лучший грим                                      | • «Звёздный путь»                                       |
| Лучший грим                                      | • «Район № 9»                                           |
| Лучший грим                                      | • «Воображариум доктора Парнаса»                        |
| Лучший грим                                      | • «Книга Илая»                                          |
| Лучший грим                                      | • «Затащи меня в Ад»                                    |
| Лучший грим                                      | • «Терминатор: Да придёт спаситель»                     |
| Best Production Design                           | • «Аватар»                                              |
| Best Production Design                           | • «Звёздный путь»                                       |
| Best Production Design                           | • «Гарри Поттер и Принц-полукровка»                     |
| Best Production Design                           | • «Шерлок Холмс»                                        |
| Best Production Design                           | • «Район № 9»                                           |
| Best Production Design                           | • «Хранители»                                           |
| Лучшие спецэффекты                               | • «Аватар»                                              |
| Лучшие спецэффекты                               | • «Гарри Поттер и Принц-полукровка»                     |
| Лучшие спецэффекты                               | • «Хранители»                                           |
| Лучшие спецэффекты                               | • «2012»                                                |
| Лучшие спецэффекты                               | • «Звёздный путь»                                       |
| Лучшие спецэффекты                               | • «Район № 9»                                           |

## Телевизионные сериалы

### Фотогалерея

#### Лучший телеактёр
| Лауреат                              | Номинанты |
| ------------------------------------ | --- |
| - Джошуа Холлоуэй «Остаться в живых» | - Брайан Крэнстон «Во все тяжкие» - Мэттью Фокс «Остаться в живых» - Майкл Си Холл «Декстер» - Захари Леви «Чак» - Стивен Мойер «Настоящая кровь» - Дэвид Теннант «Доктор Кто: Конец Времени» |

#### Лучшая телеактриса
| Лауреат             | Номинанты |
| ------------------- | --- |
| - Анна Торв «Грань» | - Дженнифер Лав Хьюитт «Говорящая с призраками» - Эванджелин Лилли «Остаться в живых» - Анна Пэкуин «Настоящая кровь» - Кира Седжвик «Ищейка» - Анна Ганн «Во все тяжкие» |

#### Лучший телеактёр второго плана
| Лауреат                     | Номинанты |
| --------------------------- | --- |
| - Аарон Пол «Во все тяжкие» | - Джереми Дэвис «Остаться в живых» - Майкл Эмерсон «Остаться в живых» - Джон Ноубл «Грань» - Александр Скарсгард «Настоящая кровь» - Элдис Ходж «Воздействие» |

#### Лучшая телеактриса второго плана
| Лауреат                | Номинанты |
| ---------------------- | --- |
| - Джули Бенц «Декстер» | - Морена Баккарин «Vизитёры» - Дженнифер Карпентер «Декстер» - Хейден Панеттьер «Герои» - Джина Беллман «Воздействие» |

#### Лучшая гостевая роль
| Лауреат                 | Номинанты |
| ----------------------- | --- |
| - Леонард Нимой «Грань» | - Рэймонд Крус «Во все тяжкие» - Мишель Форбс «Настоящая кровь» - Джон Литгоу «Декстер» - Бернард Криббинс «Доктор Кто: Конец Времени» - Марк Пеллегрино «Остаться в живых» |

### Список номинантов
Здесь приведён полный список номинантов.
Число наград / общее число номинаций
- 2/8: «Остаться в живых»
- 2/5: «Во все тяжкие»
- 2/4: «Грань»
- 1/5: «Декстер»
- 1/3: «Доктор Кто: Конец Времени»
- 0/5: «Настоящая кровь»

 Победители выделены отдельным цветом. 
| Категории                                               | Лауреаты и номинанты                              |
| ------------------------------------------------------- | ------------------------------------------------- |
| Лучший телесериал, сделанный для телетрансляции         | • «Остаться в живых»                              |
| Лучший телесериал, сделанный для телетрансляции         | • «Чак»                                           |
| Лучший телесериал, сделанный для телетрансляции         | • «Грань»                                         |
| Лучший телесериал, сделанный для телетрансляции         | • «Говорящая с призраками»                        |
| Лучший телесериал, сделанный для телетрансляции         | • «Герои»                                         |
| Лучший телесериал, сделанный для телетрансляции         | • «Дневники вампира»                              |
| Лучший телесериал, сделанный для кабельного телевидения | • «Во все тяжкие»                                 |
| Лучший телесериал, сделанный для кабельного телевидения | • Звёздный крейсер «Галактика»                    |
| Лучший телесериал, сделанный для кабельного телевидения | • «Ищейка»                                        |
| Лучший телесериал, сделанный для кабельного телевидения | • «Декстер»                                       |
| Лучший телесериал, сделанный для кабельного телевидения | • «Воздействие»                                   |
| Лучший телесериал, сделанный для кабельного телевидения | • «Настоящая кровь»                               |
| Лучшая телепостановка                                   | • «Доктор Кто: Конец Времени»                     |
| Лучшая телепостановка                                   | • «Алиса»                                         |
| Лучшая телепостановка                                   | • «Заключенный»                                   |
| Лучшая телепостановка                                   | • «Дети Земли»                                    |
| Лучшая телепостановка                                   | • «Тюдоры»                                        |
| Лучшая телепостановка                                   | • «Vизитёры»                                      |
| Лучший телеактёр                                        | • Джош Холлоуэй — «Остаться в живых»              |
| Лучший телеактёр                                        | • Брайан Крэнстон — «Во все тяжкие»               |
| Лучший телеактёр                                        | • Мэттью Фокс — «Остаться в живых»                |
| Лучший телеактёр                                        | • Майкл Си Холл — «Декстер»                       |
| Лучший телеактёр                                        | • Захари Леви — «Чак»                             |
| Лучший телеактёр                                        | • Стивен Мойер — «Настоящая кровь»                |
| Лучший телеактёр                                        | • Дэвид Теннант — «Доктор Кто: Конец Времени»     |
| Лучшая телеактриса                                      | • Анна Торв — «Грань»                             |
| Лучшая телеактриса                                      | • Анна Ганн — «Во все тяжкие»                     |
| Лучшая телеактриса                                      | • Дженнифер Лав Хьюитт — «Говорящая с призраками» |
| Лучшая телеактриса                                      | • Эванджелин Лилли — «Остаться в живых»           |
| Лучшая телеактриса                                      | • Анна Пэкуин — «Настоящая кровь»                 |
| Лучшая телеактриса                                      | • Кира Седжвик — «Ищейка»                         |
| Лучший телеактёр второго плана                          | • Аарон Пол — «Во все тяжкие»                     |
| Лучший телеактёр второго плана                          | • Джереми Дэвис — «Остаться в живых»              |
| Лучший телеактёр второго плана                          | • Майкл Эмерсон — «Остаться в живых»              |
| Лучший телеактёр второго плана                          | • Элдис Ходж — «Воздействие»                      |
| Лучший телеактёр второго плана                          | • Джон Ноубл — «Грань»                            |
| Лучший телеактёр второго плана                          | • Александр Скарсгард — «Настоящая кровь»         |
| Лучшая телеактриса второго плана                        | • Джули Бенц — «Декстер»                          |
| Лучшая телеактриса второго плана                        | • Морена Баккарин — «Vизитёры»                    |
| Лучшая телеактриса второго плана                        | • Джина Беллман — «Воздействие»                   |
| Лучшая телеактриса второго плана                        | • Дженнифер Карпентер — «Декстер»                 |
| Лучшая телеактриса второго плана                        | • Элизабет Митчелл — «Остаться в живых»           |
| Лучшая телеактриса второго плана                        | • Хейден Панеттьер — «Герои»                      |
| Лучшая гостевая роль                                    | • Леонард Нимой — «Грань»                         |
| Лучшая гостевая роль                                    | • Бернард Криббинс — «Доктор Кто: Конец Времени»  |
| Лучшая гостевая роль                                    | • Рэймонд Крус — «Во все тяжкие»                  |
| Лучшая гостевая роль                                    | • Мишель Форбс — «Настоящая кровь»                |
| Лучшая гостевая роль                                    | • Джон Литгоу — «Декстер»                         |
| Лучшая гостевая роль                                    | • Марк Пеллегрино — «Остаться в живых»            |

## DVD
| Категории                      | Лауреаты                                             |
| ------------------------------ | ---------------------------------------------------- |
| Лучшее DVD-издание фильма      | • «Ничего кроме правды»                              |
| Лучшее специальное DVD-издание | • «Хранители» The Ultimate Cut                       |
| Лучший DVD-сборник             | • «Звёздный путь» Original Motion Picture Collection |
| Лучшее DVD-издание телефильма  | • «Остаться в живых (сезон 5)»                       |